# Noordwijk (Brussel)
De Noordwijk (Frans: Quartier Nord) of Noordruimte (Espace Nord) is een wijk in het noorden van de Belgische hoofdstad Brussel. De voormalige gesloopte volkswijk is inmiddels omgevormd tot een zakendistrict voorzien van hoogbouw. De opzet van de wijk is vergelijkbaar met die van La Défense in Parijs en Canary Wharf in Londen. De schaal is te vergelijken met die van de Zuidas in Amsterdam. 
In 2011 werkten hier 30 000 mensen verspreid over 1 miljoen m² kantooroppervlakte in een wijk met 5 000 bewoners. Met de naam "Noordruimte" wordt voornamelijk verwezen naar de kantoren in de wijk.  
De Noordwijk beslaat grofweg het gebied tussen Willebroekkaai, de spoorwegen langs het Noordstation en de N288 (beter bekend als de noordzijde van de Kleine Ring). Het betreft het grondgebied van de gemeenten Sint-Joost-ten-Node, Schaarbeek en Brussel. Het gedeelte van de gemeente Brussel is onderdeel van de noordelijke uitbreiding van Brussel.
Het gebied wordt gekenmerkt door hoogbouw die  door de ligging in een dal minder bepalend is voor het uitzicht van de stad.
Ten noordwesten van de Noordwijk ligt het terrein van Thurn en Taxis dat herontwikkeld is met onder andere het Herman Teirlinckgebouw en het BEL.

## Geschiedenis
Vanaf midden de jaren 60 werd er gedacht en gewerkt aan een vernieuwingsplan voor de gehele Noordwijk, het zogenaamde Manhattanplan. De besprekingen liepen niet van een leien dakje aangezien er een oplossing moest gevonden worden voor de duizenden inwoners van de Noordwijk die onteigend gingen worden. Uiteindelijk werden het plan en drie bijzondere plannen van aanleg (van de drie betrokken gemeenten) op 17 februari 1967 goedgekeurd, door toedoen van toenmalig eerste minister Paul Vanden Boeynants. De Noordwijk zou stuk voor stuk omgevormd worden van volkswijk (meer dan 50 ha) tot kantorenwijk.
Een eerste ontwikkeling (vooraleer het 'Manhattanplan' werd goedgekeurd), betrof de heraanleg en herbouw van de omgeving van het Rogierplein, nadat deze was vrijgekomen met de afbraak van het oude Noordstation in 1956.
Eind jaren 50 opende het (inmiddels gesloopte) Internationaal Rogiercentrum, beter gekend als 'Martinitoren'. In 1972 werd het Manhattan Center, eveneens gelegen aan het Rogierplein, geopend.
De eerste kantoortorens in dit gebied werden in 1976 geopend. Het betreft de twee eerste gebouwen van het World Trade Center (WTC-gebouwen 1 en 2). Tezelfdertijd konden ook de eerste bewoners van de Noordresidentie hun appartement betrekken.
Later volgden onder andere ook de volgende kantoortorens: de TBR-toren, de derde toren van het World Trade Center, de Proximustorens, de North Galaxytorens, het Ellipsegebouw en als sluitstuk het Zenithgebouw. Er zijn naast bedrijven ook steeds meer federale en gewestelijke administraties in het district gevestigd.
De in 2006 opgeleverde Rogiertoren vervangt de Martinitoren en op een braakliggend terrein erlangs, werd even later de Covent Gardentoren geopend.
Begin 2008 is men begonnen met de heraanleg van het Rogierplein (inclusief ondergronds en een deel van de kleine ring).
Het nieuwste project is de 137 meter hoge Silver Tower die aan het Sint-Lazarusplein moet komen. De opening is gepland in het najaar van 2019.
In 2024 verhuisden verschillende diensten van de Europese Commissie uit de Europese Wijk naar het North Lightgebouw aan de Bolivarlaan in de Noordwijk.

## Kritiek
Het tot stand komen van het zakendistrict was controversieel. Het afbreken van een op deze plaats gelegen volkswijk, gedurende de jaren 50, 60 en 70, werd niet door iedereen gewaardeerd. Bovendien wordt regelmatig het monotone karakter van de huidige kantoorgebouwen in zowel gevelbekleding, vormgeving als hoogte aangeklaagd. Ook zorgt de afwezigheid van woongelegenheid voor een desolate indruk na de kantooruren.

## Lijst van gebouwen

### Torens
- Borealgebouw
- Botanicgebouw
- Covent Garden
- Ellipsegebouw
- Iris Tower
- Manhattan Center
- Marie-Elisabeth Belpairegebouw
- Möbiustorens
- Noordresidentie
- North Galaxytorens
- North Lightgebouw
- Pole Stargebouw
- Proximustorens
- Rogiertoren
- Quatuor
- UP-site
- WTC-gebouw 3
- Zenithgebouw

### Andere
- City Atrium
- Graaf de Ferrarisgebouw
- Hendrik Consciencegebouw
- Laurentide
- North Gate
- Networks NØR
- Organisation Mondiale des Douanes
- Phoenixgebouw

### Voormalige gebouwen
- Boudewijngebouw
- Communicatiecentrum Noord
- Martinitoren
- North Plaza
- TBR-toren
- WTC-gebouwen 1 en 2

## Kunst
De middenberm van de Koning Albert II-laan werd tussen 1995 en 1997 aangelegd naar een ontwerp van landschapsarchitect Jacques Wirtz. Er staan verschillende kunstwerken op die middenberm:
- Pol Buryfontein, kinetische fontein met metalen zuilen en gepolijste bollen in roestvrij staal die zachtjes bewegen op een serene en meditatieve wijze sterk met de drukke, zakelijke bedrijvigheid in contrast staan. Ontworpen door en vernoemd naar Pol Bury in 1995.
- Ontmoeten, ontworpen door Guy Rombouts en Monica Droste in 1997.
- Legende, ontworpen door Guy Rombouts en Monica Droste in 1997.
- Hemel en aarde, ontworpen door Liliane Vertessen in 1997.
- Esprit ouvert, ontworpen door Tapta in 1997.
- L'arche, ontworpen door Pierre Culot in 1997.
- La couleur au Nord, ontworpen door Pál Horváth in 1997.

Andere kunstwerken in de Noordruimte zijn:
- Double Folded Circle Ring van Fletcher Benton (1992).
- Buste van Simón Bolívar (2011).